# Forbryderkongens Hustru
Forbryderkongens Hustru er en amerikansk stumfilm fra 1918 af Sidney Franklin.

## Medvirkende
- Jewel Carmen som Ann Carter
- Charles Gorman som Hayden Masters
- Lee Shumway som Donald Sterling
- Charles Bennett som Martin Sterling